# Napoléon-Henri Reber

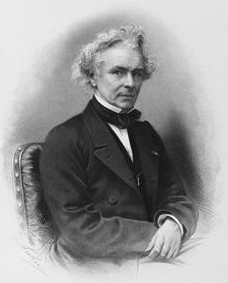
Napoléon-Henri Reber.

Napoléon-Henri Reber, född 21 oktober 1807 i Mulhouse, död 24 november 1880 i Paris, var en fransk kompositör. 
Reber, som var lärjunge till Anton Reicha och Jean-François Lesueur, blev 1851 professor i harmonilära, 1862 professor i komposition och 1871 inspektor vid Pariskonservatoriet. Hans musik blev mest populär i hans visor och komiska operor: La nuit de Noël (1848), Le père Gaillard (1852), Les papillotes de M. Benoist (1853; "En papiljott", 1861) och Les dames capitaines (1857). Även hans instrumentalmusik, i tysk klassisk anda, vann anseende, bland annat symfonier, kvartetter, kvintetter, trior och pianosaker. Hans Traité d'harmonie (1862; flera upplagor) räknades till främsta arbetena av sitt slag.